# 俄国退出大战
《俄国退出大战》（全称：Russia Leaves the War: Soviet-American Relations, 1917–1920）是美国国家政策顾问、外交家和历史学家乔治·凯南创作的历史书，1956年由普林斯頓大學出版社出版，获1957年的普利策历史奖、班克洛夫特獎、弗朗西斯·帕克曼奖和美國國家圖書獎。